# 乌希堡
乌希堡（法語：Oulchy-le-Château）是法国皮卡第大区埃纳省的一个市镇，属于苏瓦松区乌希堡县。该市镇2009年时的人口为823人。

## 人口
乌希堡人口变化图示
| 数据来源：INSEE |